# Petro Trad
Petro Trad (tiếng Ả Rập: بيترو طراد) (sinh ở Beirut, Liban năm 1876, qua đời cũng tại Beirut năm 1947) là một luật sư, chính trị gia người Liban, và là cựu tổng thống Liban trong thời gian ngắn (22 tháng 7 năm 1943 - 21 tháng 9 năm 1943).

## Tiểu sử
Trad sinh ra trong một gia đình Chính thống giáo Đông phương ở Beirut. Ông lấy bằng luật tại Đại học Paris.

## Sự nghiệp chính trị
Ông điều hành "Phong trào Cải cách Beirut" cùng với Salim Ali Salam. Ông là một trong sáu người ký tên trong bản kiến nghị gửi lên Bộ Ngoại giao Pháp vào năm 1913 để bảo vệ các giáo phái Cơ Đốc ở Beirut, đòi hỏi chấm dứt sự kiểm soát của Đế quốc Ottoman lên Syria (bao gồm cả Palestine và Liban) cũng như kêu gọi một thực thể riêng biệt được điều hành bởi một "đại sứ của Pháp". Sự yêu cầu này làm cho chính quyền Ottoman Djemal Pasha giận dữ chống lại Liban và cộng đồng Kitô hữu nói riêng, ông ta đã truy lùng sáu người ký tên ở Aley. Tất cả họ đều chạy trốn khỏi Liban, kể cả Trad.
Sau chiến tranh thế giới thứ nhất, Trad trở về Beirut với tư cách là đồng minh của Pháp và thành lập "Liên đoàn các tín đồ Cơ đốc" bao gồm tầng lớp thượng lưu trong xã hội Beirut và yêu cầu một sự ủy trị của Pháp đối với Liban và Syria. Công ty luật của ông nổi tiếng trên toàn khu vực, vì ông hứa sẽ bảo vệ người nghèo, những người không có khả năng chi trả tiền.
Ông được bầu làm một thành viên trong Nghị viện Liban khu vực Beirut vào năm 1925 và phục vụ trong những năm 1920, 1930, được bầu hay bổ nhiệm bởi các cơ quan chức năng Pháp. Ông cũng là một thành viên nghị viện làm cho Hiệp ước Pháp-Liban 1936. Người Pháp khen thưởng sự ủng hộ của ông bằng việc cho ông làm chủ tịch của Nghị viện vào năm 1937, chức vụ mà ông nắm giữ đến tháng 9 năm 1939.
Trad không thể giữ được trung lập trong mối thù chính trị giữa Émile Eddé và nhà lãnh đạo độc lập Bechara El Khoury. Trong hồi ký của mình, Bechara El Khoury đã buộc Trad ủng hộ Eddé. Trên thực tế, Trad tin rằng cả El Khoury và Eddé đều không thể trở thành tổng thống, bởi vậy mà ông thúc đẩy mình như một ứng cử viên đồng thuận.
Trad trở thành quyền tổng thống trong thời gian ngắn. Ông đã được người Pháp chỉ định làm tổng thống, giám sát cuộc bầu cử tổng thống mới do nghị viện chỉ định. Việc Bechara El Khoury thắng cử tổng thống năm 1943 khiến cơ hội ông trở thành tổng thống gần như bằng không.

## Qua đời
Ông qua đời ở Beirut vào năm 1947.